# Stamford (Vermont)
Stamford ist eine Town im Bennington County des Bundesstaates Vermont in den Vereinigten Staaten mit 861 Einwohnern (laut Volkszählung von 2020).

## Geografie

### Geografische Lage
Stamford liegt im Süden des Bennington Countys, in den Green Mountains, an der Grenze zu Massachusetts. Die Town wird durch wenige, eher kleinere Flüsse durchzogen. Im Norden befinden sich kleinere Seen. Der größte ist der Lake Hancock. Die Oberfläche der Town ist sehr hügelig und die höchste Erhebung ist der 940 m hohe Houghton Mountain.

### Nachbargemeinden
Alle Angaben als Luftlinien zwischen den offiziellen Koordinaten der Orte aus der Volkszählung 2010.
- Norden: Woodford, 3,3 km
- Osten: Readsboro, 11,6 km
- Süden: Clarksburg (Massachusetts), 4,8 km
- Westen: Pownal, 14,9 km

### Klima
Die mittlere Durchschnittstemperatur in Stamford liegt zwischen −7,2 °C (19 °Fahrenheit) im Januar und 20,6 °C (69 °Fahrenheit) im Juli. Damit ist der Ort gegenüber dem langjährigen Mittel der USA um etwa 10 Grad kühler. Die Schneefälle zwischen Oktober und Mai liegen mit über fünfeinhalb Metern knapp doppelt so hoch wie die mittlere Schneehöhe in den USA, die tägliche Sonnenscheindauer liegt am unteren Rand des Wertespektrums der USA.

## Geschichte

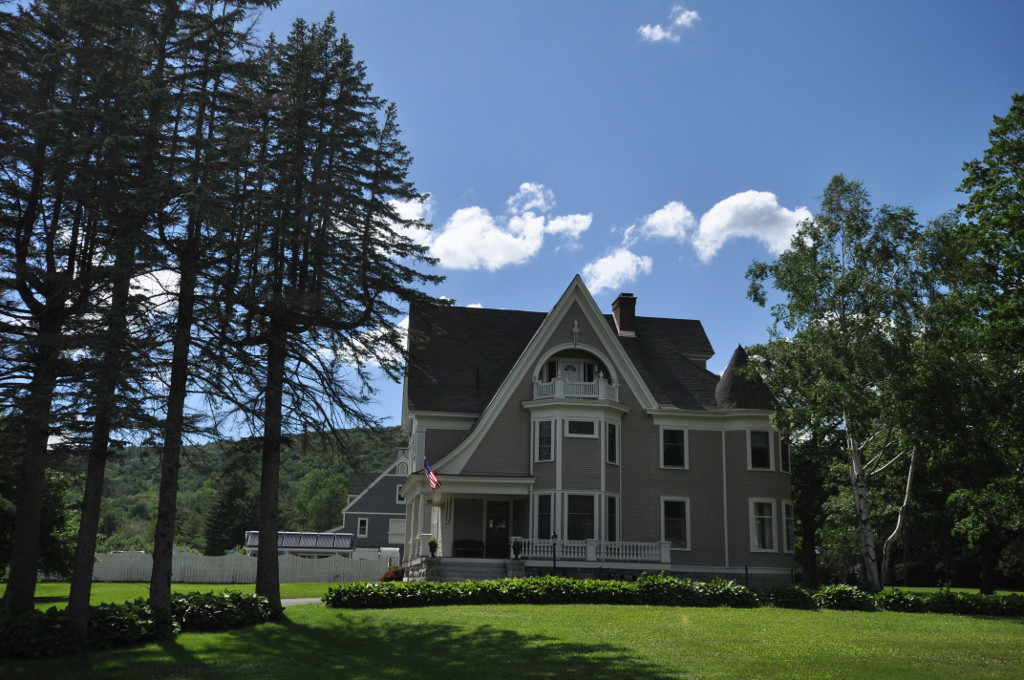
Tudor House, Stamford

Der Grand für Stamford wurde am 6. März 1753 durch Benning Wentworth im Rahmen seiner New Hampshire Grants mit 23.040 acres (etwa 93 km²) vergeben. Es war einer der ersten New Hampshire Grants. Der French and Indian War hielt jedoch Siedler ab, das Land zu nutzen und so erneuerte Wentworth den Grant im Jahr 1761 mit der Auflage, das Land nun binnen eines Jahres zu besiedeln, andernfalls würde es zurück an die Krone fallen.
Die Nehmer des Grants fanden jedoch keine Siedler, die sich in Stamford niederlassen wollten. Darum vergab Wentworth den Grant zweieinhalb Jahre später erneut. Einige der Personen, die auch schon im Grant von 1753 begünstigt waren, wurden auch im Grant von 1764 erneut begünstigt, es gab aber auch neue Nehmer. Der Name wurde im Grant auf New Stamford geändert, da Wentworth klarstellen wollte, dass es sich um einen neuen Grant handelte. Die Bewohner nahmen den Namen jedoch nicht an und beließen es bei Stamford.
Das von John Tudor im Jahr 1900 an der Vermont State Route 8 gebaute Tudor House im Queen Anne/Colonial Revival Stil, wurde im Jahr 1979 ins National Register of Historic Places in 1979 aufgenommen.
In die Schlagzeilen gelangte Stamford, als im Jahr 1984 der zweifache Frauenmörder Lem Davis Tuggle nach der gemeinsamen Flucht mit den Briley-Brüdern in Stamford gestellt und verhaftet wurde.

### Einwohnerentwicklung
| Volkszählungsergebnisse – Town of Stamford, Vermont | Volkszählungsergebnisse – Town of Stamford, Vermont | Volkszählungsergebnisse – Town of Stamford, Vermont | Volkszählungsergebnisse – Town of Stamford, Vermont | Volkszählungsergebnisse – Town of Stamford, Vermont | Volkszählungsergebnisse – Town of Stamford, Vermont | Volkszählungsergebnisse – Town of Stamford, Vermont | Volkszählungsergebnisse – Town of Stamford, Vermont | Volkszählungsergebnisse – Town of Stamford, Vermont | Volkszählungsergebnisse – Town of Stamford, Vermont | Volkszählungsergebnisse – Town of Stamford, Vermont |
| Jahr                                                | 1700                                                | 1710                                                | 1720                                                | 1730                                                | 1740                                                | 1750                                                | 1760                                                | 1770                                                | 1780                                                | 1790                                                |
| --------------------------------------------------- | --------------------------------------------------- | --------------------------------------------------- | --------------------------------------------------- | --------------------------------------------------- | --------------------------------------------------- | --------------------------------------------------- | --------------------------------------------------- | --------------------------------------------------- | --------------------------------------------------- | --------------------------------------------------- |
| Einwohner                                           |                                                     |                                                     |                                                     |                                                     |                                                     |                                                     |                                                     |                                                     |                                                     | 272                                                 |
| Jahr                                                | 1800                                                | 1810                                                | 1820                                                | 1830                                                | 1840                                                | 1850                                                | 1860                                                | 1870                                                | 1880                                                | 1890                                                |
| Einwohner                                           | 383                                                 | 378                                                 | 490                                                 | 563                                                 | 662                                                 | 833                                                 | 759                                                 | 633                                                 | 726                                                 | 645                                                 |
| Jahr                                                | 1900                                                | 1910                                                | 1920                                                | 1930                                                | 1940                                                | 1950                                                | 1960                                                | 1970                                                | 1980                                                | 1990                                                |
| Einwohner                                           | 677                                                 | 510                                                 | 374                                                 | 370                                                 | 418                                                 | 514                                                 | 600                                                 | 752                                                 | 773                                                 | 773                                                 |
| Jahr                                                | 2000                                                | 2010                                                | 2020                                                | 2030                                                | 2040                                                | 2050                                                | 2060                                                | 2070                                                | 2080                                                | 2090                                                |
| Einwohner                                           | 813                                                 | 824                                                 | 861                                                 |                                                     |                                                     |                                                     |                                                     |                                                     |                                                     |                                                     |

## Kultur und Sehenswürdigkeiten

### Kulinarische Spezialitäten
Die Rebsorte Winchell ist eine Weißweinsorte, die im Jahr 1850 als vermutlich spontane Kreuzung von James Milton Clough in Stamford selektiert wurde. Sie wurde an der Cornell University in Geneva später zur Entwicklung von Neuzüchtungen verwendet. Sie trägt das Synonym: Green Mountain.

## Wirtschaft und Infrastruktur

### Verkehr
Die Vermont State Route 8 verläuft in nordsüdlicher Richtung und verbindet Stamford mit Readsboro und Searsburg im Norden, bzw. Osten und Clarksburg, Massachusetts im Süden.

### Öffentliche Einrichtungen
Neben den üblichen städtischen Einrichtungen und der öffentlichen Grundschule sind in Shaftsbury keine öffentlichen Einrichtungen angesiedelt. Das nächstgelegene Krankenhaus, das Southwestern Medical Center, befindet sich in Bennington.

### Bildung

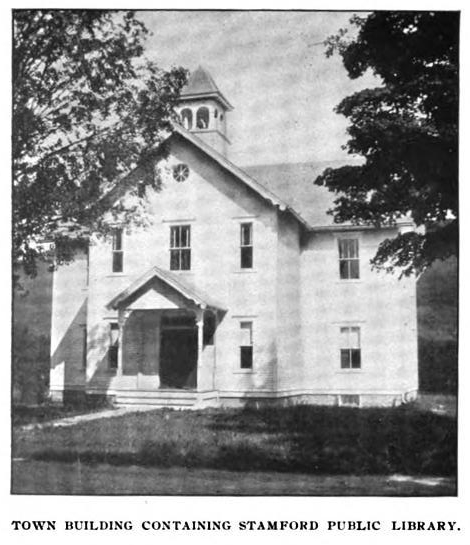
Stamford Community Library

Stamford gehört mit Halifax, Readsboro, Searsburg und Wilmington zur Windham Southwest Supervisory Union. In Stamford befindet sich die Stamford Elementary School, mit Schulklassen von Pre-Kindergarten bis zum achten Schuljahr. Für weiterführende Schulbildung müssen die umliegenden Gemeinden angefahren werden.
Die Stamford Community Library befindet sich an der Main Road in Stamford.

## Persönlichkeiten

### Söhne und Töchter der Stadt
- Stephen C. Millard (1841–1914), Politiker und Vertreter des Bundesstaates New York im US-Repräsentantenhaus